# ジャガー
ジャガー（Panthera onca）は、哺乳綱食肉目ネコ科ヒョウ属に分類される食肉類の一種である。

## 分布
北アメリカ大陸南部、南アメリカ大陸に分布している。ウルグアイとエルサルバドルでは絶滅。
アメリカ合衆国でも繁殖個体群は絶滅しているが、アリゾナ州ではメキシコ（ソノラ州）から国境を越えた個体が確認されることもある。

## 形態
頭胴長（体長）オス110.5 - 184センチメートル、メス116 - 180センチメートル。肩高68 - 75センチメートル。尾長44 - 80センチメートル。メキシコでの雄の平均体重は約50kg。ブラジルでは平均体重オス94.8キログラム・メス77.7キログラム、ベネズエラでは平均体重オス95キログラム・メス56.3キログラムという報告例がある。特にブラジルのパンタナルの個体群が最も大型化すると言われ、この地域の雄は体重が136kgを超えることも珍しくない。通常はメスよりもオスの方が10 - 20 %大型になる。ネコ科の現生種ではトラ・ライオンに次いで大型で、南北アメリカに分布するネコ科の現生種では最大種。尾はやや短い。ヒョウと比較するとより全長や体重・足裏は大型で、尾が短く、体つきがずんぐりしている。体色は淡黄色や黄褐色で、黒い斑点の周囲に黒い斑紋が囲む形状の斑紋（梅花紋）が入る。黒化個体もみられ、特に低地の熱帯雨林に生息する個体群でみられることがある。
頭部は短く、丸みをおびる。指先は幅広く接地面が大きくなることで体重が分散してぬかるんだ場所を移動したり、水を多くかくことで泳ぐのに適している。

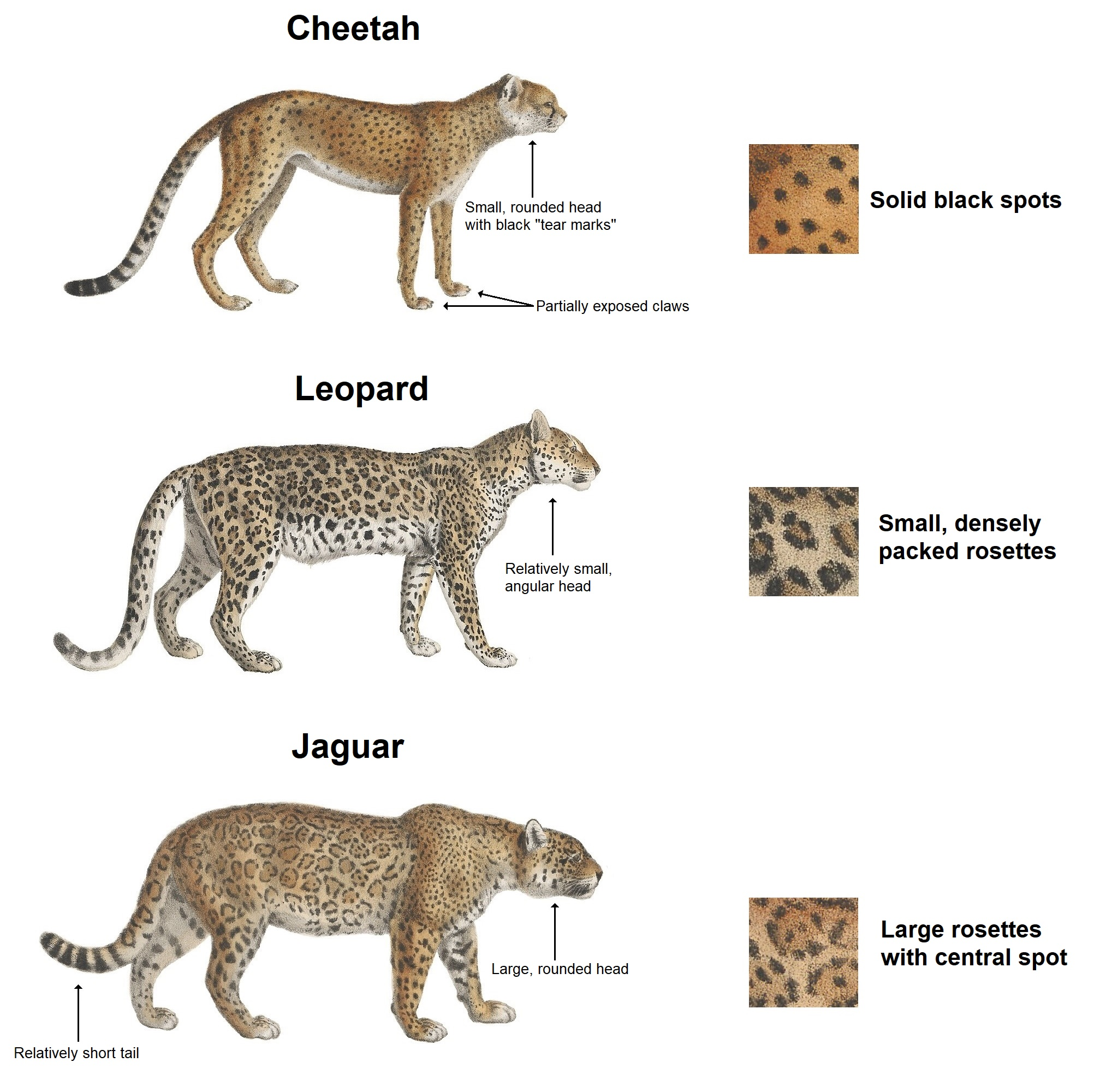
チーター、ヒョウ、ジャガーの見分け方

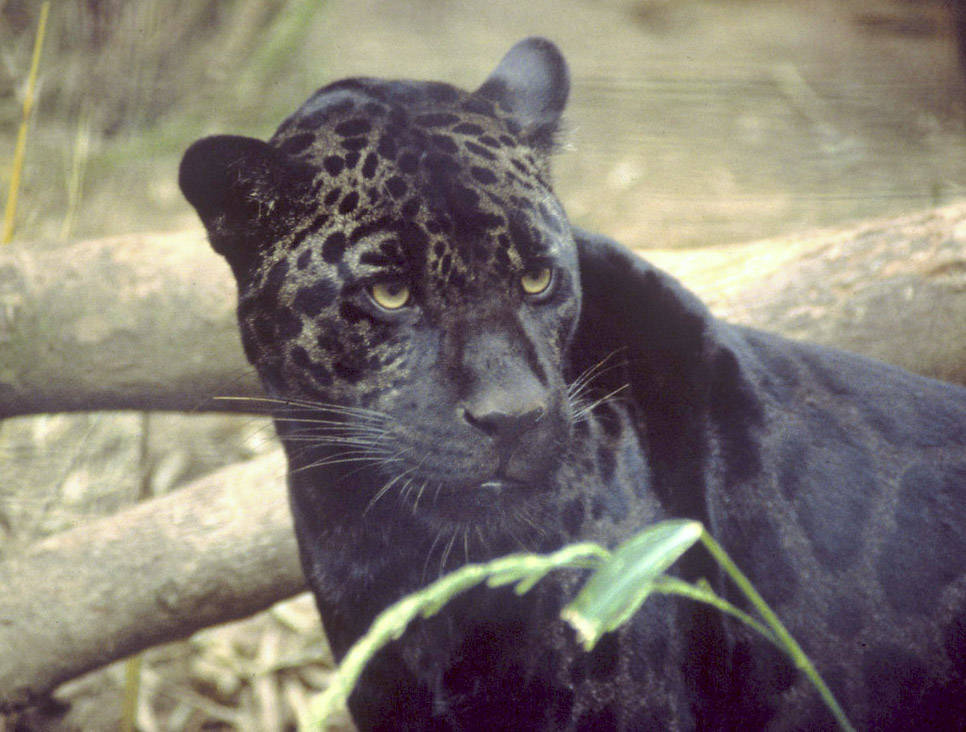
黒化個体。黒化個体にも斑紋がある。

## 分類
以下の分類はWozencraft(2005)に、分布は成島(1991)に従う。和名は『世界哺乳類和名辞典』による。
Panthera onca onca (Linnaeus, 1758) アマゾンジャガー
ベネズエラからブラジル中部
Panthera onca arizonensis (Goldman, 1932) アリゾナジャガー
アリゾナ州からメキシコ中部
Panthera onca centralis (Mearns, 1901) パナマジャガー
コロンビア、パナマ
Panthera onca goldmani (Mearns, 1901) ユカタンジャガー
ユカタン半島
Panthera onca hernandesii (Gray, 1857) メキシコジャガー
メキシコ西部
Panthera onca palustris (Ameghino, 1888) パラナジャガー

Panthera onca paraguensis (Hollister, 1914)
Panthera onca peruviana (de Blainviile, 1843) ペルージャガー
ペルー
Panthera onca veraecruscis (Nelson & Goldman, 1933) テキサスジャガー
テキサス州からメキシコ東部
近年の形態学的・遺伝学的研究からは、亜種への分化を支持するだけの十分な証拠が見つかっていない。このため亜種を認めない説もある。Eizirik & Kim (2001) は、亜種と見なしうるほどの遺伝的分化は確認できないながらも、メキシコ・グアテマラ、中米南部、アマゾン北部、アマゾン南部の4種類の系統地理学的集団が見られるとし、Ruiz-Garía & Vásquez (2013) もグアテマラのジャガーの遺伝的多様性レベルが南米のジャガーに比べて低いことを指摘した。近年の高精度な遺伝子解析でも、地域ごとの遺伝的分化が見られることが報告されている。

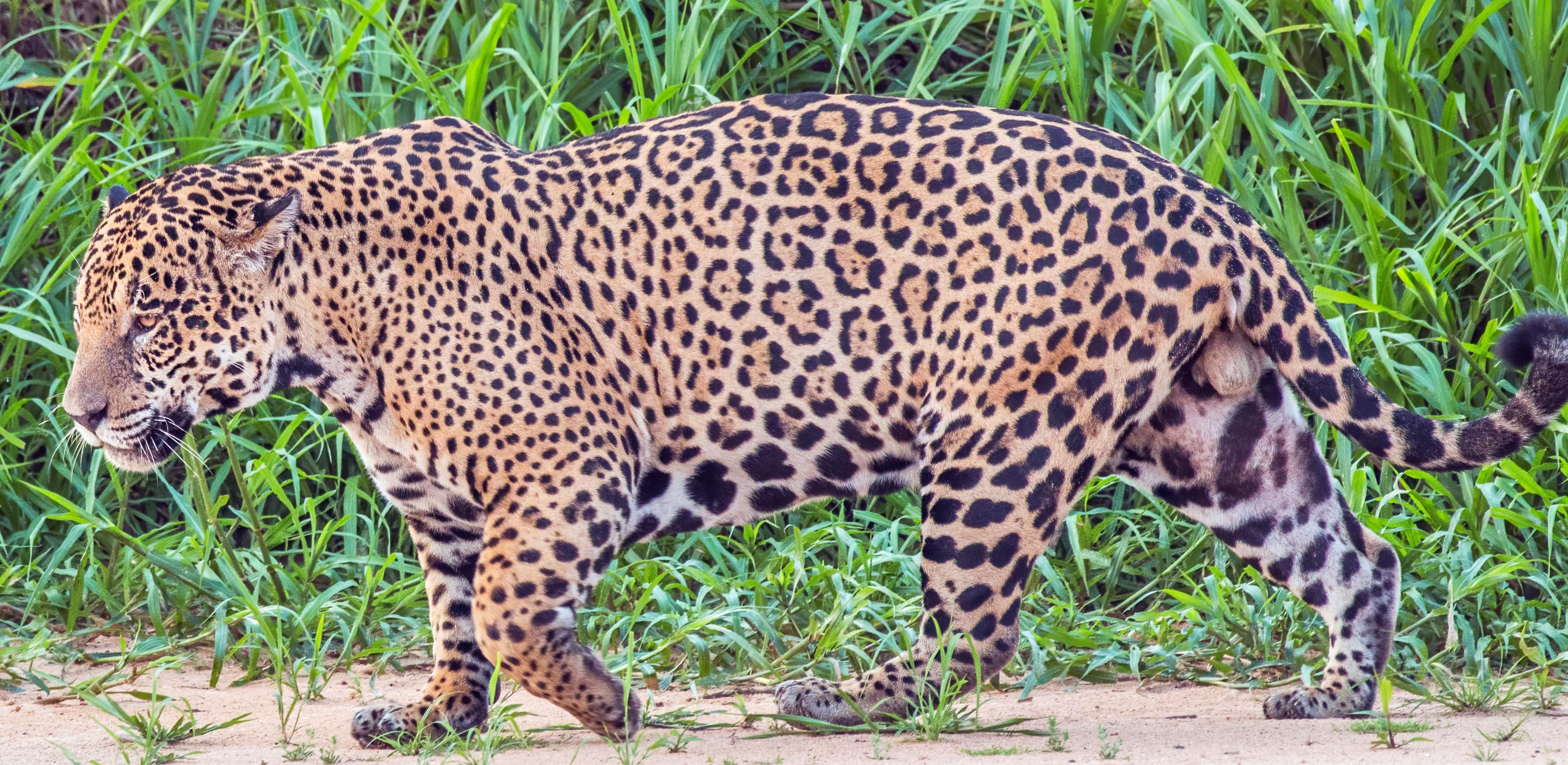
アマゾンジャガーのオス（Encontro das Águas State Park）

## 生態

水に入り狩りの機会をうかがう

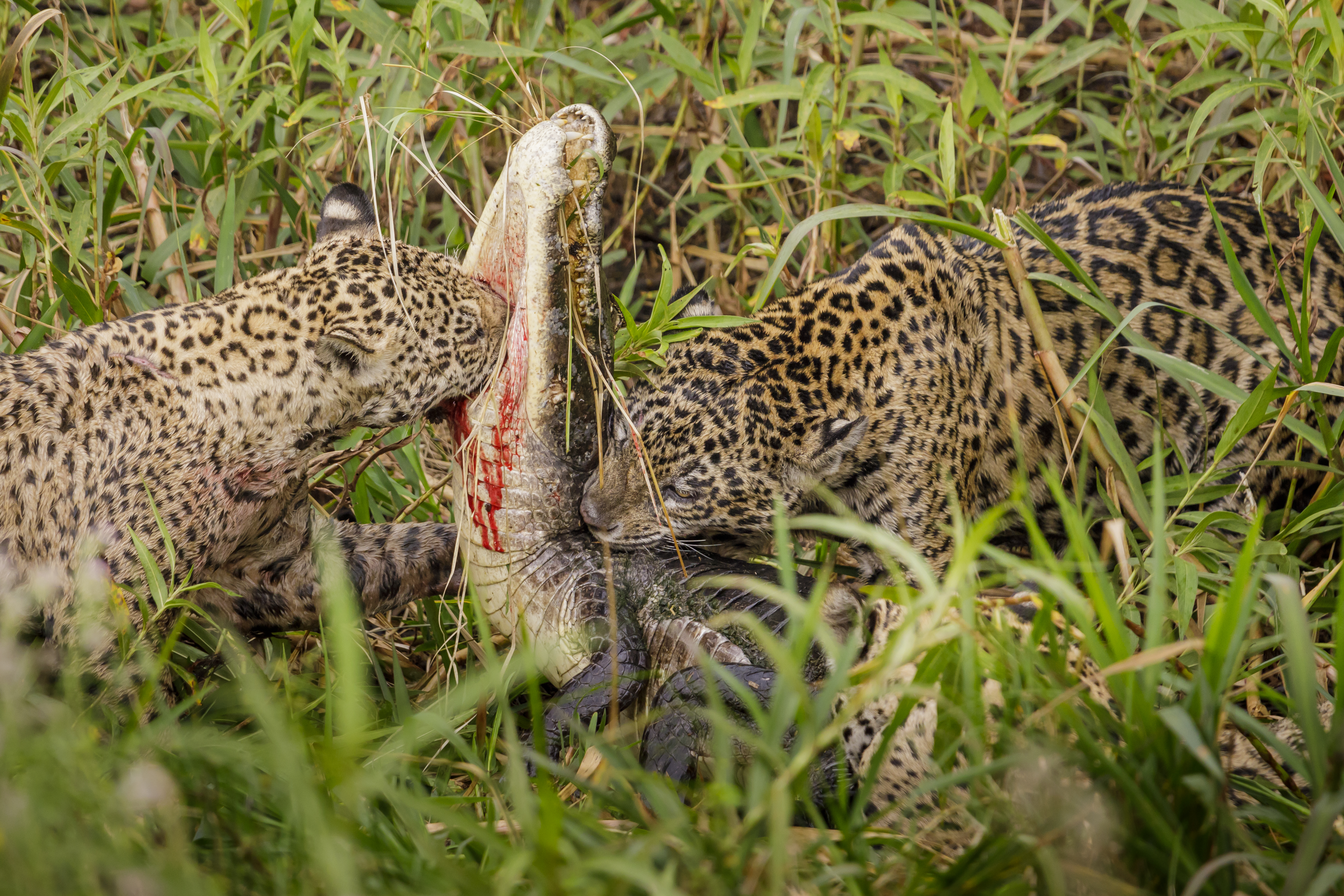
カイマンを襲うジャガー

熱帯林や浸水林・乾燥林・低木林などの様々な森林・樹木が多い草原・マングローブからなる湿地などに生息する。開けた環境には生息しないが、草原内の林地や水辺には生息する。密生した熱帯雨林からまばらな林、草原や沼地に至るまで様々な環境に生息し、主として夜行性で単独生活をしている。
食性は幅広く、同所的に分布する大型の有蹄類が少ないため、同属他種と比較すると小型哺乳類や爬虫類などの割合が大きい。ペッカリー類、マザマ属Mazama・アメリカヌマジカなどのシカ類、バク類、アグーチ属Dasyprocta・オマキヤマアラシ属Coendu・カピバラ・ヌートリアなどの齧歯類、オオアリクイ・コアリクイ属Tamanduaといったアリクイ類、ココノオビアルマジロ属、フタユビナマケモノ科・ミユビナマケモノ科といったナマケモノ類、ホエザル属・ヨザル属Aotusなどの霊長類、カワウソ類・ブタバナスカンク属Conepatus・オセロット・ハナグマ属Nasua・キンカジュー・タテガミオオカミなどの他の食肉類、オポッサム属Didelphis、ホウカンチョウ属Crax・アメリカトキコウ・シロエンビコウCiconia maguari・アメリカヘビウ・ナンベイアオサギArdea cocoi・レアなどの鳥類、ナンベイヨコクビガメ属・ナンベイリクガメ属などのカメ、グリーンイグアナ、カイマン属のワニ、オオアナコンダ・ボアコンストリクターなどのヘビ、カエル、ナマズ類やピラルクーなどの魚類を食べる。主に地表で狩りを行うが、カピバラやワニ類などの水中にいる獲物に襲いかかったり、水に浮かびながら獲物を待ち伏せ水辺にいる獲物に水中から襲いかかることもある。ネコ科広範にみられるように獲物の喉に噛みついて窒息死させることもあるが、大型の獲物も含めて頭部（主に後頭部）や頸部を噛み砕いて殺す。地域によっては、産卵のために上陸したウミガメ類（オサガメも含む）も捕食する。淡水棲のカメ類やリクガメ類は甲羅を噛み砕き、大型のウミガメ類は頸部に噛みついて仕留める。仕留めた獲物は茂みに隠し、大型の獲物であれば数日にわたって食べる。動物の死骸も食べる。家畜を襲うこともあり、地域によっては食性の大きな割合を占めている（ソノラ州北東部で摂取量57.7 %、パンタナル南部31.7 %）という報告例もある。数平方キロに及ぶ縄張りを単独で維持し、排泄物や爪とぎでマーキングしている。
出産は2年に1回。妊娠期間は91 - 111日。1回に1 - 4頭の幼獣を産む。生後16 - 24か月で独立する。生まれた子は2年以上母親と暮らし、狩りの技術を習得する。

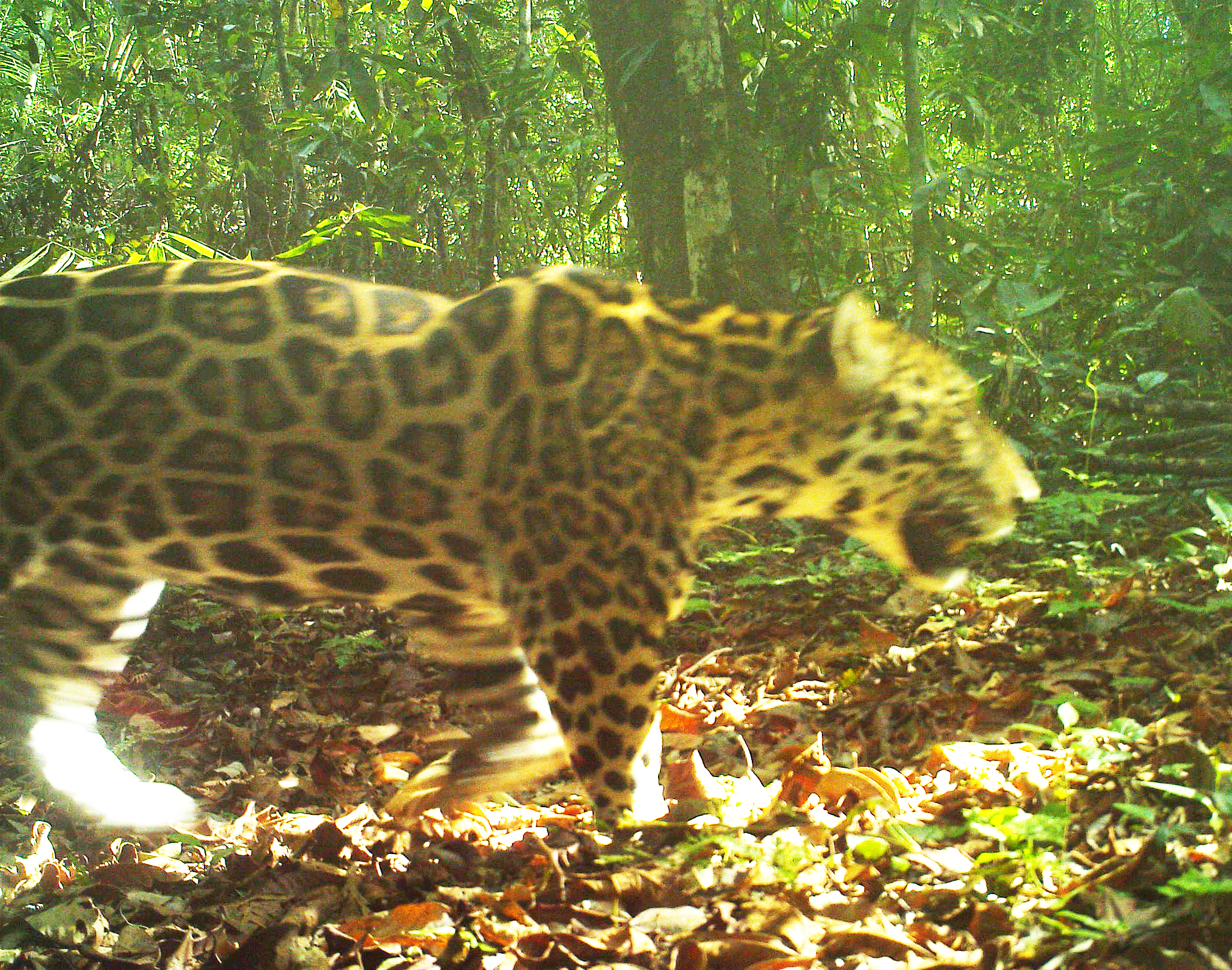
密林内で撮影されたジャガー

## 人間との関係
毛皮や歯や足などが利用されることもある。中華人民共和国では、薬用になると信じられているトラの骨の代用品として扱われている可能性もある。
家畜などを襲う害獣とみなされることもある。
森林伐採や農地開発・畜産業などによる生息地の破壊および獲物の減少、害獣としての駆除、狩猟などにより生息数は減少している。1975年のワシントン条約発効時から、ワシントン条約附属書Iに掲載されている。
日本では2020年の時点で、パンテラ属（ヒョウ属）単位で特定動物に指定されている。
IUCNによる保存状況評価 / 準絶滅危惧種 (NT)

## その他

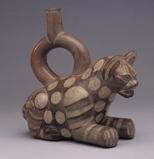
インディオによるジャガーの彫刻（3世紀ごろの作品、ペルー、リマ）

ジャガー(Jaguar)という名前は南アメリカインディアンの“ヤガー”という言葉から来ており、これは「一突きで殺す者」という意味が含まれている。なお、雄ジャガーと雌ライオンにも種間雑種を生じることができ、この雑種はジャグリオンと呼ばれる。同じく南米に生息する小型ネコ科動物のオセロットの名前の由来であるナワトル語の“オセロトル”は本来ジャガーを指す。他にもジャガーにちなんだ名称を持つ動物にジャガーネコやジャガランディがいる。ヒョウとは別種だが、姿が似ていることから漢名の“美州豹”（美州はアメリカ大陸）や、古訳の“アメリカヒョウ”、「豹の戦士」や「豹（ジャガー）マン」など、しばしばなぞらえられる。古代中米では「雨の神」とされた。アステカの主神のひとりであるテスカトリポカの象徴でもある。
なお、アメリカ英語ではジャグヮー、イギリス英語ではジャギュアと発音される。